# Уральский сельсовет (Первомайский район)
Уральский сельсовет — сельское поселение в Первомайском районе Оренбургской области Российской Федерации.
Административный центр — посёлок Уральский.

## История
9 марта 2005 года в соответствии с законом Оренбургской области № 1907/315-III-ОЗ образовано сельское поселение Уральский сельсовет, установлены границы муниципального образования.

## Население
| 2010  | 2012  | 2013  | 2014  | 2015  | 2016  | 2017  |
| ----- | ----- | ----- | ----- | ----- | ----- | ----- |
| 1660  | ↘1597 | ↘1561 | ↘1515 | ↘1460 | ↘1446 | ↘1409 |
| 2018  | 2019  | 2020  | 2021  |       |       |       |
| ↘1366 | ↘1333 | ↘1309 | ↘1281 |       |       |       |

## Состав сельского поселения
| № | Населённый пункт | Тип населённого пункта          | Население |
| - | ---------------- | ------------------------------- | --------- |
| 1 | Ветёлки          | посёлок                         | 105       |
| 2 | Долинный         | посёлок                         | 1         |
| 3 | Лебедев          | посёлок                         | 73        |
| 4 | Межевой          | посёлок                         | 106       |
| 5 | Уральский        | посёлок, административный центр | 1158      |
| 6 | Усов             | посёлок                         | 217       |